# Julie Van den Steen
Julie Van den Steen (Gent, 30 juli 1992) is een Vlaamse presentatrice.

## Radio

### Urgent.fm
Van den Steen was tijdens haar studies aan de Arteveldehogeschool werkzaam bij radiozender Urgent.fm.

### MNM
In februari 2014 deed Van den Steen mee aan Rock-'n-roll radio highschool, een wedstrijd van MNM voor radiostudenten. Vervolgens was ze van 25 augustus 2014 tot 29 mei 2019 de sidekick van Peter Van de Veire in de De Grote Peter Van de Veire Ochtendshow. In 2016, 2017 en 2018 was ze er ook een van de presentatoren van Marathonradio. In de zomer van 2016 verzorgde ze tevens een programma tussen 10 en 12 uur.
Vanaf het najaar van 2023 is ze opnieuw op MNM te horen. Elke vrijdag tussen 16 en 19 uur is ze te horen met Julie op vrijdag.

### Qmusic
In het najaar van 2020 was Van den Steen enkele keren te horen op Qmusic als vervangend co-presentator tussen 16 en 19 uur. Tijdens de paasvakantie van 2021 presenteert ze er het ochtendprogramma ter vervanging van de reguliere stemmen. Van den Steen heeft in 2024 samen met Bert De Kock een radioprogramma op vrijdagavond van 19 tot 21 uur.

## Televisie

### Eén
Begin 2015 maakte Van den Steen haar televisiedebuut op Eén in het dagelijkse praatprogramma Bart en Siska. Hierin testte ze verschillende datingconcepten. In 2016 presenteerde ze de rubriek Te goedkoop om waar te zijn in 1000 zonnen. In mei 2017 presenteerde ze met Freek Braeckman het programma Typisch mensen. In 2018 presenteerde ze samen met Adriaan Van den Hoof de MIA's van 2017.

### VTM
In 2019 debuteerde Van den Steen op VTM als deelnemer in het programma Beat VTM en had ze een vaste rubriek in het praatprogramma Wat een dag. In 2020 nam ze deel aan Een echte job, was ze te zien in Beste Kijkers en was ze een van de vaste juryleden in The Masked Singer. In 2020 nam ze ook deel aan de Code van Coppens samen met Laura Tesoro. In 2021 nam ze deel met Bart Kaëll. In 2021 presenteerde ze Game of Talents aan de zijde van Tijl Beckand en was ze onder meer te zien in Later als ik groot ben.
Op 25 juni 2021 had ze een gastrol als zichzelf in de seizoensfinale van Familie als presentatrice van de Fjutr awards.
Sinds juli 2021 is ze te zien als presentator van Vakantiehuis for life op VTM.
Ook is ze te zien als deelnemer in de eerste en laatste aflevering van het VTM-programma Waarheid, durven of doen.
In het najaar 2021 zou ze presentatrice worden van het programma Welkom in de familie. Dit programma werd uitgesteld tot 30 maart 2022.
Op 7 september 2022 zat Van den Steen in de eerste aflevering van het nieuwe seizoen van Beste Kijkers.
In het najaar van 2022 presenteerde ze samen met Jens Dendoncker Even goeie vrienden op de televisiezender VTM.
In 2024 presenteert ze samen met Koen Wauters Sing again, een wedstrijd waarin ex-kandidaten van vroegere muzikale talentenjachten op VTM meedoen.
Ze maakte haar acteerdebuut in de kerstserie Single Bells. Deze reeks kwam op 25 november 2024 eerst op Streamz en zou later dat jaar nog op VTM te zien zijn.

## Televisiewerk
- Single Bells (2024) - als actrice
- Sing Again (2024) - als presentatrice samen met Koen Wauters
- De Verraders: De Ronde Tafel (2023) - als zichzelf
- Het jachtseizoen, 2023 als jager
- Make up your mind, 2023 als speurder
- The Masked Singer (2020-2023), als speurder
- Even Goeie Vrienden (2022) als presentatrice
- Beste kijkers (2022) als zichzelf
- Welkom in de familie (2022), als presentatrice
- Waarheid, durven of doen (2021), als zichzelf (2 afleveringen)
- Vakantiehuis for life (2021, 2022), als presentatrice
- Familie (2021), als presentatrice Fjutr Awards
- Later als ik groot ben (2021), als zichzelf
- Game of Talents (2021), als presentatrice samen met Tijl Beckand
- Beste kijkers (2020), als panellid
- Code Van Coppens (2020, 2021), als deelneemster samen met Laura Tesoro (2020) en Bart Kaëll (2021)
- Een echte job (2020), als zichzelf
- Beat VTM (2019), als deelneemster
- MIA's (2018), als presentatrice
- Typisch mensen (2017), als presentatrice samen met Freek Braeckman
- Het Tweede Gelaat (2017), als secretaresse
- Olly Wannabe (2017), als zichzelf
- Te goedkoop om waar te zijn (1000 zonnen) (2016), als presentatrice
- De Slimste Mens ter Wereld (2016), als kandidaat
- Bart en Siska (2015)

Huidig (anno 2023):
Ulrike D'hauwer · Liam D'hert · Dorothee Dauwe · Tom De Cock · Jana De Wilde · Vincent Fierens · Yoren Linsen · Maxine Janssens · Nils Melckenbeeck · Loore Nelen · Regi Penxten · Jolien Roets · Emma Salden · Jan Thans · Maarten Vancoillie · Matthias Vandenbulcke · Paulien Van der Jeugt · Naomi Vanderpoorten · Vincent Vangeel · Liam Van Haverbeke · Dimitri Wouters
Voormalig (2001–2023):
Dorianne Aussems (2013–2014) · Rik Boey (2010–2013, 2015–2017) · Born (2015–2017) · Herbert Bruynseels (2001–2009) · Anke Buckinx (2007–2016) · Bab Buelens (2020) · Armin van Buuren (2021–2022) · Marcia Bwarody (2013–2017) · Joren Carels (2018–2020) · Séverine Champeaux (2013–2015) · Sam De Bruyn (2015–2020) · Erwin Deckers (2001–2008) · Jolien De Greef (2015) · Anneke De Keersmaeker (2002) · Felice Dekens (2011–2022) · Frederika Del Nero (2011–2012) · Nathalie Delporte (2001–2014) · Serge De Marre (2004–2015) · Eline De Munck (2012–2014) · Bart-Jan Depraetere (2001–2019) · Dries De Vis (2019–2020) · Inge De Vogelaere (2017–2020) · Sean Dhondt (2015–2023) · Elien D'hooge (2019–2021) · Yasmina El Messaoudi (2014–2015) · Evi Geysels (2010–2018) · Elizabeth Gesels (2016) · Violette Goemans (2015–2017) · Jenno Hallaert (2012–2015) · Wine Lauwers (2011–2019) · An Lemmens (2015–2019) · Kris Mannaerts (2006–2011) · Kristin Moers (2002–2003) · Marie Monballiu (2014–2021) · Sarah Mylle (2016–2020) · Johan Notebaert (2001–2002) · Wim Oosterlinck (2006–2020) · Sven Ornelis (2001–2016) · Hans Otten (2002–2003) · Xander Peeters (2011–2013) · Astrid Philips (2011–2014) · Elke Plancke (2012–2013) · Jarne Ponet (2023) · Alexandra Potvin (2001–2009) · Jarne Rediers (2021-2023) · Kürt Rogiers (2008–2015) · Thomas Rottier (2021-2023) · Carl Schmitz (2001–2014) · Elias Smekens (2013–2018) · Kenny Smet (2006–2011) · Toon Smet (2015–2018) · Sara Steegen (2011–2012) · Kenneth Stevens (2006–2016) · Loïc Thaler (2015-2016, 2018-2022) · Shalini Van den Langenbergh (2014–2018) · Julie Van den Steen (2021) · Joke van de Velde (2013–2015) · Elke Vanelderen (2005–2006) · Arne Vanhaecke (2015–2016) · Maureen Vanherberghen (2016–2023) · Elke Van Mello (2008–2010) · Francesca Vanthielen (2001–2002) · Erika Van Tielen (2006–2008) · Heidi Van Tielen (2015–2018) · Bjorn Verhoeven (2001–2012) · Peter Verhoeven (2001–2018) · Steffi Vertriest (2013–2015) · Kristien Wollants (2018–2020)